# Chicos de la luz
Chicos de la luz es el segundo y último álbum de estudio de la banda chilena de indie, Astro. Fue lanzado 4 años después del primer álbum, por lo que muestra un sonido mucho más maduro que  el de su predecesor.

## Lista de canciones
| Chicos de la luz |                     |          |  |
| N.º              | Título              | Duración |  |
| 1.               | «Uno»               | 6:13     |  |
| 2.               | «Bardo Thodol»      | 5:03     |  |
| 3.               | «Caribbean»         | 4:39     |  |
| 4.               | «Chicos De La Luz»  | 4:01     |  |
| 5.               | «Druida»            | 5:19     |  |
| 6.               | «Danza Celestial»   | 5:41     |  |
| 7.               | «Warrior»           | 3:04     |  |
| 8.               | «Rico»              | 2:41     |  |
| 9.               | «Dimensión Suprema» | 5:02     |  |
| 10.              | «Kafka»             | 4:04     |  |

## Personal
Astro
- Andrés Nusser: voz, teclados, guitarra.
- Octavio Caviares: batería
- Nicolás Arancibia: percusión, máquinas de ritmo, bajo.
- Daniel Varas: Sintetizadores.

Producción
- Andrés Nusser: composición.
- Ignacio Soto: mezclas y grabación.
- Nicolás Arancibia: mezclas.
- Justin Moshkevich: grabación.
- Dave Kutch: masterización.